# 拉波镇
拉波镇，是中华人民共和国四川省甘孜藏族自治州理塘县下辖的一个乡镇级行政单位。

## 行政区划
拉波镇下辖以下地区：
然东村、中扎村、扎扎村、容古村、拉美村、正呷村、协宗村、哈通村、唐多村、德古村和莫则村。